# Konvertierung (Informatik)
Konvertierung bezeichnet in der Informatik die Überführung einer Datei von einem Dateiformat in ein anderes mittels eines Dateikonverters. Prinzipiell gibt es dabei drei Möglichkeiten:
Verlustfreie Konvertierung
Bei der Umwandlung gehen keine Informationen verloren, die neue Datei enthält alle Informationen, die im Original vorhanden waren.
Zum Beispiel bei der Konvertierung eines Rasterbildes von TIFF nach PNG.
Verlustbehaftete Konvertierung
Sie liegt vor, wenn in der neuen Datei nicht mehr alle Informationen enthalten sind, die im Original vorhanden waren. Das geschieht, wenn das Zielformat die Daten verlustbehaftet komprimiert oder nicht in der Lage ist, alle Informationen des Originals darzustellen.
Zum Beispiel ist die Konvertierung einer Audiodatei von WAV nach MP3 verlustbehaftet. Der umgekehrte Vorgang, von MP3 nach WAV, ist jedoch verlustfrei. Auch die Umwandlung eines Farb- in ein Graustufenbild ist verlustbehaftet (umgekehrt wiederum nicht). Oder Konvertierung von HTML in eine Textdatei: Hierbei geht jegliche Formatierung verloren.
Ebenso ist die Konvertierung zwischen verschiedenen Farbräumen i.d.R verlustbehaftet.
Sinnhafte Konvertierung
Bei dieser Konvertierungsart werden Daten „dem Sinne nach“ konvertiert, also unter Beibehaltung des als wesentlich betrachteten Inhaltes. Dies kann mit oder ohne Informationsverlust geschehen, die Datei kann bei der Konvertierung auch mit Informationen aus zusätzlichen Quellen angereichert werden.
Zum Beispiel die Konvertierung einer Tabelle von Microsoft Excel XLS nach CSV oder umgekehrt. Die Konvertierung einer Bestellung von EDIFACT nach IDoc oder umgekehrt.